# Sunshine (EP)
Sunshine é o primeiro EP do ator e cantor americano Lucas Grabeel conhecido por interpretar Ryan Evans de High School Musical. O álbum contém quatro faixas.

## Lista de faixas
| N.º | Título                               | Duração |  |
| 1.  | "Sunshine"                           | 3:09    |  |
| 2.  | "Broken"                             | 2:38    |  |
| 3.  | "Vigilante"                          | 3:06    |  |
| 4.  | "Sunshine (Switched at Birth Bonus)" | 3:03    |  |